# Palma de Altamira
Palma de Altamira es una localidad del estado mexicano de Michoacán. Es parte del municipio de Ario. Fue fundada el 16 de septiembre de 1909.

## Demografía
| Gráfica de evolución demográfica |
|                                  |

| Censo | Población |
| ----- | --------- |
| 1910  | 376       |
| 1921  | 421       |
| 1930  | 579       |
| 1940  | 634       |
| 1950  | 559       |
| 1960  | 771       |
| 1970  | 903       |
| 1980  | 571       |
| 1990  | 1 008     |
| 2000  | 986       |
| 2010  | 986       |
| 2020  | 1 024     |